# Polymorphanisus elisabethae
Polymorphanisus elisabethae är en nattsländeart som beskrevs av Navás 1931. Polymorphanisus elisabethae ingår i släktet Polymorphanisus och familjen ryssjenattsländor. Inga underarter finns listade i Catalogue of Life.